# Edgar Selge
Edgar Selge (ur. 27 marca 1948 w Brilonie) – niemiecki aktor teatralny, telewizyjny i filmowy.

## Życiorys
Urodził się w Brilonie w regionie Sauerland. W wieku czterech lat wraz z rodziną przeniósł się w Herfordu, gdzie jego ojciec był dyrektorem zakładu karnego dla młodzieży. Aż do 1967 roku, żył kilka metrów od więzienia. Wychowywał się w rodzinie protestanckiej. Po ukończeniu Friedrichs-Gymnasiums w Herford, naukę kontynuował na wydziale muzycznym w Christian-Dietrich-Grabbe-Gymnasium w Detmoldzie.
Po raz pierwszy rozpoczął naukę gry na fortepianie w Musikhochschule Detmold i pracował w Wiedniu. Przeniósł się do Monachium, gdzie pracował w teatrze Theater in der Marktlücke. W latach 1969–1972 studiował filozofię w Monachium i Dublinie. W latach 1974–75 uczył się aktorstwa w Otto-Falckenberg-Schule. W tym samym roku zadebiutował w Państwowej teatrach dramatycznych w Berlinie. W 1978 roku podczas Dublin Theatre Festival występował w przedstawieniu Toma Stopparda Every Good Boy Deserves Favour. W 1978 został zaangażowany do Münchner Kammerspielen.
Brał też udział w słuchowiskach, w tym Parzivals Weg (2005) Tankreda Dorsta.

## Filmografia
- 1988: Derrick jako Armin Rasche
- 1989: Tatort – Armer Nanosh jako Heinrich Frohwein
- 1998: Tatort – Gefallene Engel jako Bruno Ellner
- 1998-2009: Telefon 110 (Polizeiruf 110) jako komisarz Tauber
- 2001: Eksperyment (Das Experiment) jako prof. dr Klaus Thon
- 2004: Bibi Blocksberg i tajemnica niebieskiej sowy jako Quirin Bartels
- 2010: Dzienniki z Poll (Poll) jako Ebbo von Siering
- 2011: Tatort – Altes Eisen jako Arno „Trudi“ Hütten
- 2012: Czerwony Kapturek (Rotkäppchen) jako wilk
- 2013: Wilgotne miejsca (Feuchtgebiete) jako dr Notz
- 2013: Tatort – Machtlos jako Uwe Braun
- 2013: Piąta władza (The Fifth Estate) jako ojciec Daniela

## Nagrody
- 2000: Deutscher Filmpreis dla najlepszego aktora drugoplanowego za rolę Rüdigera w Trzech chińczykach z kontrabasem (Drei Chinesen mit dem Kontrabass, 1999)
- 2003: Nagroda Telewizji niemiecki w kategorii najlepszy aktor w roli głównej w serialu Telefon 110
- 2006: Adolf-Grimme-Preis za występ w serialu Telefon 110
- 2007: Złota Kamera dla najlepszego niemieckiego aktora
- 2008: Nagroda Telewizji Bawarii w kategorii najlepszy aktor telewizyjny za rolę Adriana Zumbuscha w Bojaźliwych (Angsthasen, 2007)
- 2009: Bambi w kategorii najlepszy aktor krajowy w Jenseits der Maue
- 2010: Bayerischer Filmpreis w kategorii Najlepszy aktor w Poll
- 2014: Seoul International Drama Awards w kategorii najlepszy aktor jako Otto Weidt w filmie dokumentalnym Ein blinder Held – Die Liebe des Otto Weidt
- 2016: Schauspieler des Jahres w kategorii najlepsza rola w Unterwerfun
- 2016: Deutscher Theaterpreis Der Faust za najlepszą rolę jako François w spektaklu Uległość w Deutsches Schauspielhaus Hamburg
- 2016: Rolf-Mares-Preis za najlepszą rolę jako François w spektaklu Uległość w Deutsches Schauspielhaus Hamburg